# Alyxia angustissima
Alyxia angustissima är en oleanderväxtart som beskrevs av Elmer Drew Merrill och Quisumb.. Alyxia angustissima ingår i släktet Alyxia och familjen oleanderväxter. Inga underarter finns listade i Catalogue of Life.